# Best of Dark Horse 1976-1989
Best of Dark Horse 1976-1989 è la seconda compilation ufficiale di George Harrison, ed è stata pubblicata nel 1989. L'album segue Cloud Nine, con cui l'ex-Beatles era tornato con successo sulle scene, e Traveling Wilburys Vol. 1 il primo fortunato album dell'omonima band formata dallo stesso Harrison, Bob Dylan, Roy Orbison, Jeff Lynne e Tom Petty.

## Il disco
L'album raccoglie i lavori pubblicati da George Harrison con la sua Dark Horse Records, fondata nel 1974, da Thirty-Three & 1/3 (1976) al già citato Cloud Nine (1987). Per il disco Harrison registrò due nuove canzoni: Poor Little Girl e Cockamamie Business, e incluse anche Cheer Down, originariamente contenuta nella colonna sonora di Arma Letale 2. Queste tre canzoni non furono pubblicate, in seguito, né nella ristampa di Cloud Nine, né nel box set The Dark Horse Years 1976-1992. Nel 2009 Cheer Down fu inclusa nella raccolta Let It Roll: Songs by George Harrison.

Best of Dark Horse 1976-1989 fallì l'entrata nella classifica britannica, e raggiunse la posizione numero 132 in quella statunitense. Originariamente pubblicato dalla Warner Bros. Records, l'album sparì dalla circolazione dopo pochi anni, e non fu ristampato neanche dalla EMI, quando questa acquisì i diritti del catalogo della Dark Horse.

## Tracce
Tutte le canzoni sono scritte da George Harrison, eccetto dove indicato.
1. Poor Little Girl - 4:33 (inedito)
2. Blow Away - 3:59 (da George Harrison)
3. That's the Way It Goes - 3:34 (da Gone Troppo)
4. Cockamamie Business - 5:15 (inedito)
5. Wake Up My Love - 3:32 (da Gone Troppo)
6. Life Itself - 4:24 (da Somewhere in England)
7. Got My Mind Set on You (Rudy Clark) - 3:51 (da Cloud Nine)
8. Crackerbox Palace - 3:56 (da Thirty Three & 1/3)
9. Cloud 9 - 3:14 (da Could Nine)
10. Here Comes the Moon - 4:09 (da George Harrison)
11. Gone Troppo[2] - 4:23 (da Gone Troppo)
12. When We Was Fab (George Harrison/Jeff Lynne) - 3:56 (da Could Nine)
13. Love Comes to Everyone - 3:40 (da George Harrison)
14. All Those Years Ago - 3:44 (da Somewhere in England)
15. Cheer Down (George Harrison/Tom Petty) (dalla colonna sonora di Arma Letale 2)